# Cicindela sexguttata
Cicindela (Cicindela) sexguttata - gatunek chrząszcza z rodziny biegaczowatych i podrodziny trzyszczowatych.
Trzyszcz ten osiąga od 12 do 14 mm długości ciała. Barwy metalicznie zielonej lub niebieskiej, na pokrywach skrzydeł sześć białych plam, żuwaczki także białe.
Dorosłe potrafią bronić się przez wydzielanie odstraszająco pachnącej, płynnej wydzieliny
Cicindela sexguttata jest chrząszczem drapieżnym.
Gatunek ten występuje w Kanadzie oraz Stanach Zjednoczonych